# POWER FOOL
『POWER FOOL』（パワー・フール）は、原作：狩撫麻礼、作画：守村大による日本の漫画およびそれを表題作とする漫画単行本。『モーニング』（講談社）で1984年16号から23号に連載された。
単行本には同じロックを扱った作品として、同作者による作品『Rock喫茶開店入門』を併録している。

## 概要

### POWER FOOL
主人公・板東純一を始めとするロッカー3人がロックバンドを結成して、紆余曲折経てデビューするまでの物語。

### Rock喫茶開店入門
毎日単調な肉体労働を続けていた主人公慎ちゃんとU子は、立ち寄ったロック喫茶のオーナーから突然経営を任されてしまう。短編作品。
本作品は、モーニングKC「POWER FOOL」のほか、1999年にアスペクトより発行された「狩撫麻礼作品集 カリブソング SIDE A」にも収録されている。